# Clinton (Nebraska)
Clinton – wieś w Stanach Zjednoczonych, w stanie Nebraska, w hrabstwie Sheridan.